# الجمعية الأمريكية للجودة
تعرف الجمعية الأمريكية للجودة ((American Society for Quality (ASQ) رسمياً بـ «الجمعية الأمريكية لضبط الجودة (ASQC)»، وهي جمعية عالمية قائمة على المعرفة تتضمن عدداً من المختصين بضبط الجودة يصل عدد أعضائها إلى 85000 عضو معنيّون بترقية وتطوير أدوات الجودة ومبادئها والممارسات المتّبعة في مواقع العمل في مجتمعاتهم.

## التاريخ
تأسست الجمعية عام 1946 ومركزها ميلواكي. تعود بدايات الجمعية الأمريكية للجودة إلى نهاية الحرب العالمية الثانية، حيث بحث خبراء الجودة والمصنّعون عن طرق للحفاظ على تقنيات تحسين الجودة العديدة المستخدمة أثناء الحرب. لعبت الجمعية دوراً هاماً في الحفاظ على هذه المعايير التقنية القديمة، وفي الوقت نفسه دعمت التطوير المستمر في مجال الجودة.
في ثمانينيات القرن العشرين، بدأ أعضاء الجمعية الأمريكية للجودة بالاهتمام بكيفية تطبيق الجودة خارج إطار التصنيع. فقد أدركوا أن الجودة تُحدث فروقاً ملحوظة في أي مؤسسة وتمس كل شخص فيها. لذا بدأت فكرة الجودة في التحول إلى سلوك واسع يهدف إلى ضبط وتطوير وإدارة طائفة واسعة من الأعمال والأنشطة بالتركيز على الامتياز.

## الجودة
تدعم الجمعية الأمريكية للجودة أعضاءها بتوفير طائفة من الموارد، بدءاً من الشهادات المهنية والتدريب وتوفير المطبوعات وعقد المؤتمرات. أقامت الجمعية علاقات عامة مع المنظمات غير الربحية التي تشترك معها في الأهداف والمبادئ، وتكوّن معها جهوداً مشتركة لتحقيق احتياجات الشركات والأفراد والتنظيمات المتعلقة بالجودة حول العالم.
تعمل الجمعية كداعية للجودة. وقد عمل أعضاؤها على تقديم النصح والمشورة لكل من الكونغرس الأمريكي والوكالات الحكومية والهيئات التشريعية وغيرها من الهيئات والأفراد فيما يتعلق بالجودة. منذ عام 1991، تولت الجمعية إدارة «جائزة الولايات المتحدة الأولى للجودة»، حيث تعترف لجنة الجائزة سنوياً بالشركات والمنظمات التي تتميز بالأداء. تمنح ميدالية دورين شينين سنوياً لتطوير وتطبيق منهجيات إحصائية إبداعية فريدة من نوعها لحل المشكلات المتعلقة بجودة المنتجات أو الخدمات
الجمعية الأمريكية للجودة هي شريك مؤسس لمؤشر رضا المستهلكين الأمريكيين ACSI، وهو مؤشر اقتصادي ربع سنوي بارز.

## الشهادات
توفر الجمعية الأمريكية للجودة طائفة واسعة من الشهادات المهنية المتعلقة بمختلف جوانب مهنة الجودة. تعقد الاختبارات على المستوى الوطني، ويعقد مستوى معين منها على المستوى الدولي عدة مرات في العام. يتم تحديث دليل المعرفة لكل شهادة من خلال مراجعات النظراء مرة كل بضع سنوات حسب جدول دوري. قدمت الجمعية أولى شهاداتها عام 1968
أخذت الشهادات المذكورة في الجدول من المرجع التالي  إلا إذا ذكر غير ذلك:
| سنة الإصدار | الشهادة                                                           | الرمز المعتمد في الجمعية الأمريكية للجودة | مجال الشهادة | ملاحظة | مرجع آخر |
| ----------- | ----------------------------------------------------------------- | ----------------------------------------- | --- | --- | -------- |
| 1968        | مهندس                                                             | CQE                                       | مبادئ المنتج والخدمة وتقييم الجودة وضبطها | | [ 3 ]    |
| 1970        | تقني                                                              | CQT                                       | تطبيقات مشاكل الجودة وتحليلها وأخذ عينات الفحص وضبط العمليات الإحصائية                                                                        | | [ 4 ]    |
| 1972        | مهندس موثوقية                                                     | CRE                                       | مبادئ تقييم أداء المنتجات وأمن النظم والموثوقية وقابلية الصيانة                                                                               | | [ 5 ]    |
| 1984        | مفتش                                                              | CQI                                       | توثيق إجراءات المعايرة واستخدام المعدات والمختبرات وأداء العمليات والاختبار وجمع البيانات والتقارير. ويعرف ذلك بالمفتش الميكانيكي.            | | [ 6 ]    |
| 1987        | مدقق                                                              | CQA                                       | معايير ومبادئ التدقيق والأستعلام والتقييم وإعداد تقارير دقة نظم الجودة                                                                        | | [ 7 ]    |
| 1995        | مدير                                                              | CMQ/OE (CQM: 1995-2005)                   | مبادرات تطوير العمليات الرائدة ومبادرات التخطيط الاستراتيجي والدعم.                                                                           | غيّر ذلك إلى مدير الجودة المؤهل\ الامتياز التنظيمي عام 2006 ليشمل ذلك كافة المهام التي يضطلع بها مدير الجودة. | [ 8 ]    |
| 1996        | مهندس جودة البرمجيات                                              | CSQE                                      | تطوير عمليات البرمجيات والقياس والتحقق والمصادقة والعمليات التحليلية وإدارة الجودة.                                                           | | [ 9 ]    |
| 1996        | CQA-تحليل المخاطر ونقاط التحكم الحرجة                             | CHA منذ عام 2004                          | طُوّر لاختبار المتقدمين لمعايير HACCP. | غُيّر ذلك إلى مدقق HACCP مؤهل منذ 2004.                                                                        | [ 10 ]   |
| 2000        | مشارك تطوير                                                       | CQIA                                      | صُمّم لاختبار المعرفة الأساسية بأدوات الجودة واستخداماتها، إضافة للمشاركة في مشاريع تطوير الجودة.                                               | | [ 11 ]   |
| 2001        | مستوى الحزام الأسود في تطبيق أساليب six segma                     | CSSBB                                     | لإثبات كفاءة أساليب six sigma | | [ 12 ]   |
| 2002        | CQA-الطب الحيوي                                                   | سميت CBA منذ عام 2005.                    | فهم مبادئ المعايير والتشريعات والتوجهات وتوجيهات تدقيق نظم الطب الحيوي.                                                                       | غُيّرت إلى مدقق طب حيوي مؤهل عام 2005.                                                                         | [ 13 ]   |
| 2003        | فني معايرة                                                        | CCT                                       | اختبار وصيانة وإصلاح المعدات والأجهزة الكهربائية والميكانيكية والميكانيكية الكهربائية والإلكترونية المستخدمة للقياس والتسجيل لمطابقة المعايير | | [ 14 ]   |
| 2005        | محلل عمليات                                                       | CQPA                                      | المساعدون الذين يحللون مشاكل الجودة ويجدون لها الحلول ويساهمون في مشاريع تطوير الجودة.                                                        | | [ 15 ]   |
| 2006        | الحزام الأخضر - Six Sigma                                         | CSSGB                                     | المساعدون الذين يعملون على تطوير وتوثيق العمليات وجمع البيانات وتلخيصها وإنشاء الدراسات وتفسيرها                                              | | [ 16 ]   |
| 2009        | شهادة مهنية في ممارسات التصنيع الجيّد في تصنيع المنتجات الصيدلانية | CPGP                                      | اختبار معرفة المتقدم بالمبادئ حسب تشريعات وتوجيهات الوكالات الوطنية والدولية.                                                                 | | [ 17 ]   |
| 2010        | الحزام الأسود - Six Sigma                                         | CMBB                                      | إثبات الكفاءة في إتقان منهجية six sigma. | | [ 18 ]   |

تشير النشرات الإعلامية الصادرة عام 2008 بمناسبة العيد الأربعين للجمعية الأمريكية للجودة إلى أن الشهادات الثلاثة الأشهر هي «مهندس CQE» و«المدقق CQA» و«الحزام الأسود Six Sigma CSSBB»

## الأقسام
تتضمن الجمعية الأمريكية للجودة 26 قسماً تتضطلع بكافة المجالات ذات العلاقة بأمور الجودة . تغطي هذه الأقسام المجالات التي تعتبر فيها عمليات مراقبة الجودة وضبطها أمراً أساسياً، ومنها:
- التدقيق
- الألعاب الرياضية[وصلة مكسورة]
- صناعة السيارات
- /الصناعات الدفاعية والطيران والفضاء
- الطب الحيوي
- الصناعات والمعالجة الكيميائية
- مستهلك-مورّد
- التصميم والبناء
- التعليم
- الإلكترونيات والاتصالات
- الطاقة والبيئة
- الغذاء والدواء وأدوات التجميل
- القطاع الحكومي
- الرعاية الصحية
- التنمية البشرية والقيادة
- التفتيش
- التصنيع الرشيق
- جودة المقاييس
- سلامة المنتجات وحجب المسؤولية
- إدارة الجودة
- الموثوقية
- جودة الخدمات
- Six Sigma
- البرمجيات
- الإحصاء
- الامتياز في فرق العمل